# Schottische Badmintonmeisterschaft 1976
Die Schottische Badmintonmeisterschaft 1976 fand bereits vom 12. bis zum 13. Dezember 1975 in Edinburgh statt.

## Finalresultate
| Disziplin    | Sieger                           | Finalist                          | Ergebnis           |
| ------------ | -------------------------------- | --------------------------------- | ------------------ |
| Herreneinzel | Nicol McCloy                     | Ronnie Conway                     | 15-9, 4-15, 15-10  |
| Dameneinzel  | Joanna Flockhart                 | Anne Johnstone                    | w.o.               |
| Herrendoppel | John Britton Jim Ansari          | Robert McCoig Michael Reid        | 15-11, 12-15, 15-1 |
| Damendoppel  | Helen McIntosh Christine Stewart | E. Garrett Christine Heatly       | 15-10, 15-5        |
| Mixed        | Billy Gilliland Joanna Flockhart | Gordon Hamilton Christine Stewart | 18-13, 13-15, 15-7 |